# Jean Leray
Jean Leray (7. listopadu 1906 Chantenay-sur-Loire, Francie – 10. listopadu 1998 La Baule-Escoublac, Francie) byl francouzský matematik. Zabýval se především parciálními diferenciálními rovnicemi a algebraickou topologií. Je nositelem několika vědeckých ocenění, včetně Wolfovy ceny za matematiku, kterou získal v roce 1979.